# Jampol (obwód lwowski)
Jampol, dawniej Prusy (ukr. Ямпіль, Jampil) – wieś na Ukrainie, w obwodzie lwowskim, w rejonie lwowski, w hromadzie Murowane. W 2018 roku liczyła 2055 mieszkańców.

## Historia
Została założona w 1410. W II Rzeczypospolitej miejscowość była siedzibą gminy wiejskiej Prusy w powiecie lwowskim, w województwie lwowskim. Przed 1939 wieś liczyła ok. 2000 mieszkańców, istniał kościół parafialny, budynek mieszczący Spółdzielnię Mleczarską i Kasę Stefczyka, Kółko Rolnicze, Koło Gospodyń Wiejskich, Straż Pożarna, czytelnia TSL (na ostatnim z tych obiektów ustanowiono tablicę pamiątkową polskich walk o niepodległość z lat 1918-1920).
W 1946 Prusy przemianowano na Jampol.